# Леандро Ринаудо
Леандро Ринаудо (на италиански: Leandro Rinaudo) е италиански футболист, централен защитник. Собственост е на „Наполи“ и играе под наем за „Ювентус“.

## Биография

### Палермо
Ринаудо е продукт на школата на „Палермо“, откъдето, през първата година от ръководството на Маурицио Дзампарини, е даден под наем в клуба от Серия Ц1 „Варезе“. През януари 2003 г. наемът изтича и играчът се завръща в „Палермо“, където не успява да се наложи в първия отбор, тъй като Дзампарини привлича няколко играчи от бившия си клуб „Венеция“.
На 30 август 2003 г., играчът е даден под наем на втородивизионния „Салернитана“. Ринаудо играе и за младежкия отбор на „Салернитана“ в шампионата Примавера.
След като през 2004 г. „Палермо“ печели промоция в Първа дивизия като шампион на Серия Б, Ринаудо остава извън плановете на отбора, и е даден под наем на друг отбор от Втора дивизия – „Чезена“, където започва редовно да играе в стартовия състав.
Ринаудо са завръща в „Палермо“ на 1 юли 2005 г. През този сезон е използван за резерва на Кристиан Терлици, Джузепе Биава, Кристиан Дзакардо и Андреа Бардзали, като записва едва 7 появявания в стартовия състав за шампионатни мачове, и 3 – за Купата на УЕФА.